# August von Bayer

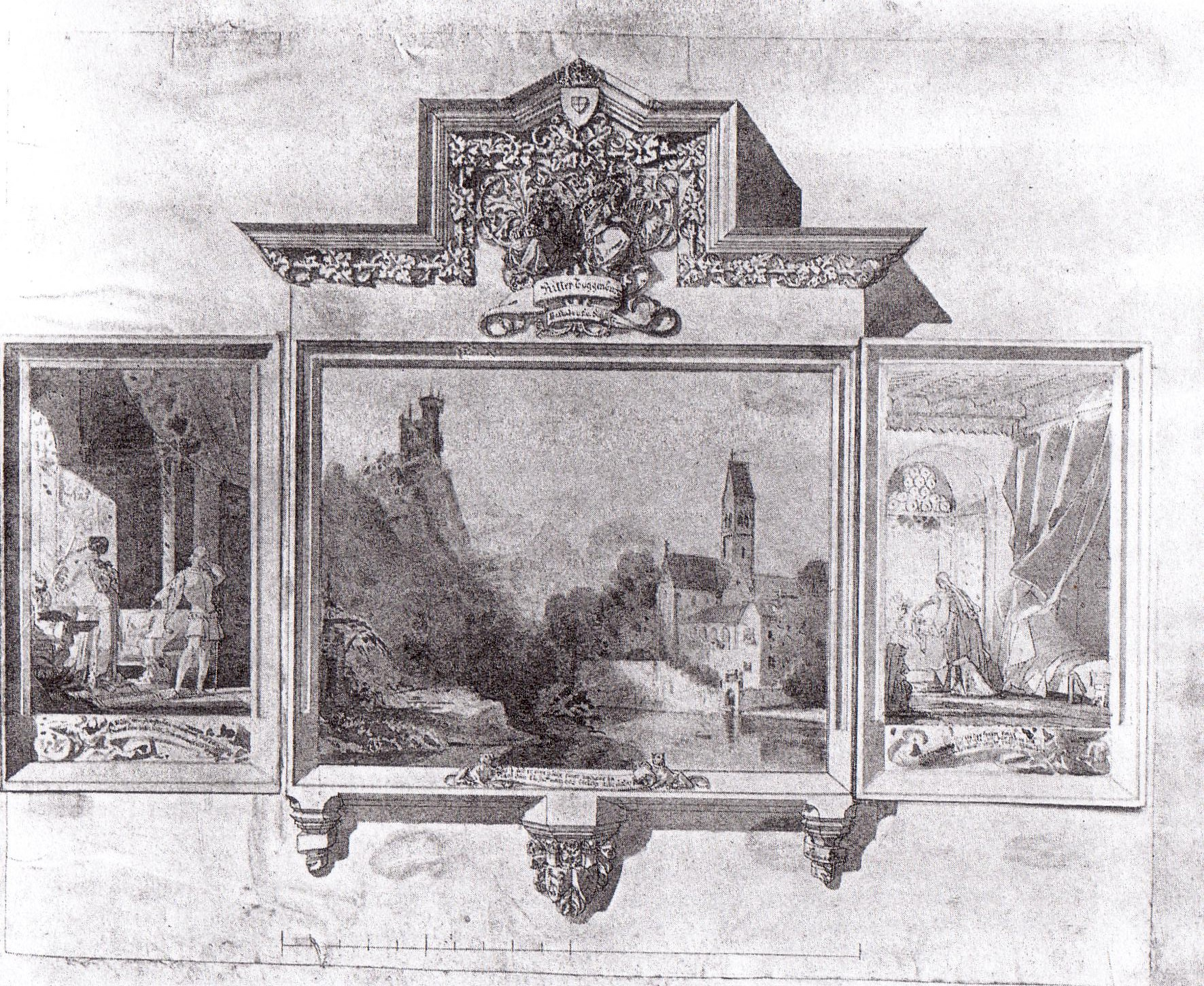
Ritter Toggenburg, um poema de Friedrich Schiller. Desenho de Bayer na Staatliche Kunsthalle Karlsruhe.

August von Bayer, que nasceu em Rorschach em 1804, estudou arquitectura sob a orientação de Weinbrenner, em Karlsruhe. Ele visitou Munique e Paris, e em consequência dedicou-se à pintura de interiores de igrejas, capelas, claustros, salões, etc., nos quais produziu efeitos satisfatórios. Em 1853 ele foi nomeado conservador do monumentos e antiguidades no Grão-ducado de Baden. Morreu em Karlsruhe em 1873 (ou 1875). Entre os seus melhores trabalhos estão:
- O interior da Frauenkirche em Munique.
- Uma parte da Catedral em Chur.
- O Convento de Maulbronn.
- The Organ Player (litografado por Ft. Hohe).
- O interior de um Claustro (litografado por Ft. Hohe).[1]

Existem quatro trabalhos da sua autoria no Pinakothek em Munich.